# Jékafo
Jékafo è un comune rurale del Mali facente parte del circondario di Dioïla, nella regione di Koulikoro.
Il comune è composto da 8 nuclei abitati:
- Bougoucoura (centro principale)
- Dièlé
- Kokumou
- Miandoug
- N'Tjibougou
- Nonsombou
- Wandjan
- Zambougou